# Thymallus svetovidovi
Thymallus svetovidovi är en fiskart som beskrevs av Knizhin och Weiss 2009. Thymallus svetovidovi ingår i släktet Thymallus och familjen laxfiskar. Inga underarter finns listade i Catalogue of Life.